# Liste der Bodendenkmale in Panketal
Die Liste der Bodendenkmale in Panketal enthält alle Bodendenkmale der brandenburgischen Gemeinde Panketal und ihrer Ortsteile auf der Grundlage der Landesdenkmalliste vom 31. Dezember 2021.
Die Baudenkmale sind in der Liste der Baudenkmale in Panketal aufgeführt.
| Gemarkung                             | Flur          | Kurzansprache | Bodendenkmalnummer | Bemerkung | Bild |
| ------------------------------------- | ------------- | --- | ------------------ | --------- | ---- |
| Lindenberg, Schwanebeck (Lage)        | 6, 7          | Siedlung Urgeschichte                                                                                                   | 40640              |           |      |
| Schönow, Schönwalde, Zepernick (Lage) | 2, 13, 17     | Siedlung Bronzezeit, Siedlung Urgeschichte                                                                              | 40670              |           |      |
| Schwanebeck (Lage)                    | 7             | Gräberfeld Bronzezeit                                                                                                   | 40637              |           |      |
| Schwanebeck (Lage)                    | 1, 4, 6       | Siedlung Bronzezeit, Siedlung Eisenzeit, Dorfkern deutsches Mittelalter, Siedlung Steinzeit, Dorfkern Neuzeit           | 40676              |           |      |
| Schwanebeck (Lage)                    | 6             | Siedlung slawisches Mittelalter, Siedlung römische Kaiserzeit                                                           | 40677              |           |      |
| Schwanebeck (Lage)                    | 6             | Siedlung Eisenzeit, Siedlung römische Kaiserzeit                                                                        | 40678              |           |      |
| Schwanebeck (Lage)                    | 1             | Siedlung Bronzezeit, Siedlung Neolithikum                                                                               | 40679              |           |      |
| Schwanebeck (Lage)                    | 1, 6          | Siedlung Steinzeit | 40680              |           |      |
| Schwanebeck (Lage)                    | 4             | Gräberfeld Bronzezeit                                                                                                   | 40681              |           |      |
| Schwanebeck (Lage)                    | 4             | Einzelfund deutsches Mittelalter, Siedlung Neolithikum                                                                  | 40682              |           |      |
| Schwanebeck (Lage)                    | 3             | Siedlung Steinzeit | 40683              |           |      |
| Schwanebeck (Lage)                    | 3, 4          | Siedlung Urgeschichte                                                                                                   | 40684              |           |      |
| Schwanebeck (Lage)                    | 3             | Siedlung Urgeschichte                                                                                                   | 40685              |           |      |
| Schwanebeck (Lage)                    | 4             | Siedlung Steinzeit | 40686              |           |      |
| Schwanebeck (Lage)                    | 5, 6          | Siedlung Urgeschichte                                                                                                   | 40687              |           |      |
| Schwanebeck (Lage)                    | 5             | Gräberfeld Eisenzeit, Siedlung Bronzezeit, Siedlung Eisenzeit                                                           | 40688              |           |      |
| Zepernick (Lage)                      | 4             | Siedlung Steinzeit | 40724              |           |      |
| Zepernick (Lage)                      | 7, 9          | Siedlung Bronzezeit | 40725              |           |      |
| Zepernick (Lage)                      | 3, 4, 7, 8, 9 | Siedlung Eisenzeit, Siedlung römische Kaiserzeit, Dorfkern Neuzeit, Siedlung Bronzezeit, Dorfkern deutsches Mittelalter | 40726              |           |      |
| Zepernick (Lage)                      | 10            | Gräberfeld Bronzezeit                                                                                                   | 40727              |           |      |
| Zepernick (Lage)                      | 4             | Siedlung Bronzezeit | 40728              |           |      |
| Zepernick (Lage)                      | 10            | Siedlung Bronzezeit | 40729              |           |      |
| Zepernick (Lage)                      | 1             | Siedlung Bronzezeit | 40730              |           |      |
| Zepernick (Lage)                      | 12, 13, 9     | Siedlung Urgeschichte                                                                                                   | 40731              |           |      |
| Zepernick (Lage)                      | 1, 15         | Siedlung Bronzezeit | 40732              |           |      |
| Zepernick (Lage)                      | 12, 13        | Siedlung Urgeschichte, Siedlung Bronzezeit                                                                              | 40733              |           |      |
| Zepernick (Lage)                      | 1, 16         | Wüstung deutsches Mittelalter                                                                                           | 40734              |           |      |
| Zepernick (Lage)                      | 14            | Siedlung Bronzezeit | 40735              |           |      |
| Zepernick (Lage)                      | 14            | Siedlung Urgeschichte, Einzelfund Paläolithikum, Rast- und Werkplatz Mesolithikum                                       | 40736              |           |      |
| Zepernick (Lage)                      | 3             | Siedlung Bronzezeit | 40737              |           |      |
| Zepernick (Lage)                      | 13            | Siedlung Eisenzeit | 40738              |           |      |
| Zepernick (Lage)                      | 4             | Siedlung Bronzezeit, Einzelfund deutsches Mittelalter                                                                   | 40794              |           |      |